# Baena (aceite)

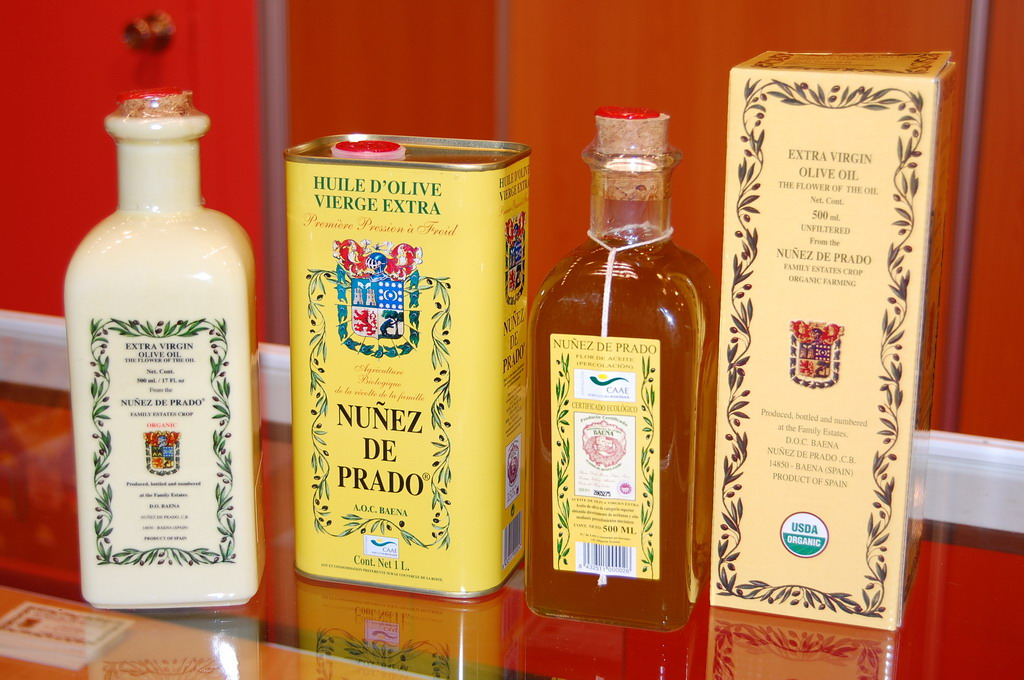
Aceites de la DOP Baena.

Baena es una denominación de origen protegida (DOP) para los aceites de oliva vírgenes que, reuniendo las características definidas en su reglamento, hayan cumplido con todos los requisitos exigidos en el mismo. 

## Zona de producción
La zona geográfica que comprende la Denominación de Origen «Baena» está constituida por los terrenos ubicados en los términos municipales de Baena, Cabra, Doña Mencía, Luque, Nueva Carteya y Zuheros, todos de la provincia de Córdoba.

## Variedades aptas
Para la elaboración de los aceites protegidos por la Denominación de Origen Baena se emplean exclusivamente las siguientes variedades de aceituna: Picuda (conocida también por Carrasqueña de Córdoba), Lechín, Chorrúo o Jardúo, Pajarero, Hojiblanco y Picual (denominada asimismo Marteña o Lopereña).